# OK Sisak (žene)
Odbojkaški klub "Sisak" (OK "Sisak"; "Sisak") je odbojkaški klub iz Siska, Sisačko-moslavačka županija, Republika Hrvatska.  
 
U sezoni 2024./25. ženska ekipa "Siska" se natječe u 2. hrvatskoj odbojkaškoj ligi – Regija Sjever, ligi četvrtog stupnja hrvatskog odbojkaškog prvenstva za žene. 

## Vanjske poveznice
- oksisak.bloger.hr, wayback arhiva (2008.)
- OK Sisak, Facebook stranica
- natjecanja.hos-cvf.hr, OK SISAK
- zos.hr, OK SISAK
- (engl.) hos-web.dataproject.com, OK Sisak (Ž)
- (engl.) [neaktivna poveznica]
- (engl.) sofascore.com, OK Sisak
- sisak.info, Odbojka
- odbojka10.rssing.com